# Ленинская (платформа)
Ле́нинская (до 1924 года — Гера́симово) — остановочный пункт Павелецкого направления Московской железной дороги в городском округе Домодедово Московской области. Название связано с расположенным рядом музеем-заповедником Горки Ленинские.
Расположена между платформой Калинина и платформой 32 км.
К западу от платформ находится деревня Павловское. К востоку проход по дороге к селу Ям.

## История
В 1898 году купцы братья Герасимовы добились разрешения на постройку платформы со станционным помещением на 28 мест для сидения в двух верстах от их владения, потратив на строительство 150 рублей золотом и назвав её Герасимово. В 1924 году после кончины В. И. Ленина платформа была переименована в Ленинскую.
Здание вокзала, построенное по проекту классика советского монументального зодчества Бориса Мезенцева, открыто 5 ноября 1954 года, является архитектурной достопримечательностью. Это величественное трёхъярусное здание, увенчанное шпилем высотой 15 метров, на котором укреплена пятиконечная звезда из золотистого стекла. Высота здания вместе со шпилем — 37 метров. Вокзал опоясывают 24 колонны (аллюзия к году смерти Ленина), внутри на стенах — барельефы с сюжетами из жизни и революционной деятельности В. И. Ленина. На пристанционной территории высажены туи и голубые ели. Платформы и выход с них соединены подземным тоннелем.
До начала 1990-х годов рядом с основным зданием станции в мемориальных целях сохранялось и поддерживалось деревянное здание станции Герасимово, от которой в 1924 году отправился траурный поезд В. И. Ленина. Платформа Герасимово располагалась примерно в 100 м от современной Ленинской в сторону Москвы. После пожара не восстанавливалась, остатки были уничтожены.

## Современное состояние
Платформа полностью оформлена в корпоративных цветах ОАО «РЖД».
В 2005 году в связи с низкой загруженностью платформы здание вокзала было закрыто, двери и окна забиты щитами. В последующие после закрытия годы здание вокзала стало стремительно разрушаться. На вокзал, как на концептуальную часть своей экспозиции и транспортной инфраструктуры, претендовал музей-заповедник «Горки Ленинские».
В июне 2020 года на электронной торгово-закупочной площадке ОАО «РЖД» здание вокзала было выставлено на продажу с мемориальными обременениями и требованием к потенциальному собственнику об обязательной реставрации памятника архитектуры. За первоначально объявленную цену в 10 млн рублей продать вокзал на аукционе не удалось. В августе 2020 года стало известно, что обветшавший вокзал с целью его реставрации, возвращения первозданного вида и ради сбережения памяти о Ленине приобретён у ОАО «РЖД» за 5,5 млн руб. частным инвестором по инициативе лидера КПРФ Геннадия Зюганова.
В сентябре 2020 года неизвестные разрушили статую Ленина, об этом рассказала на своей странице в фейсбуке депутат Мосгордумы Елена Шувалова. Также Шувалова направила телеграмму Начальнику Главного Управления МВД России по Московской области В. К. Паукову с просьбой о возбуждении уголовного дела по статье 243 УК РФ – «Уничтожение или повреждение объектов культурного наследия». По данным телепрограммы «Наступление на наследие», вандалы сняли свои действия на камеру и выложили в интернет.

## Фотографии

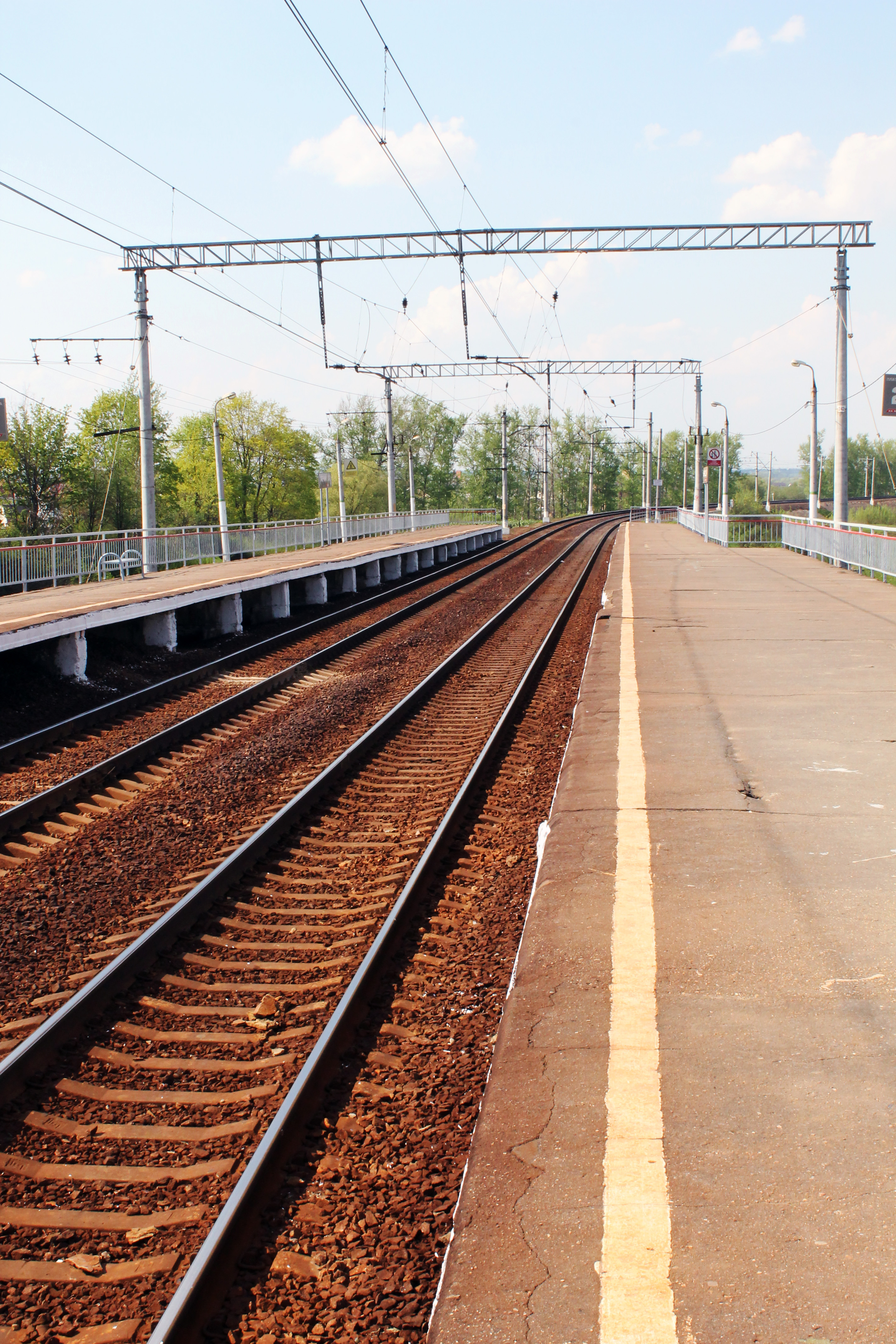
Платформа на Москву
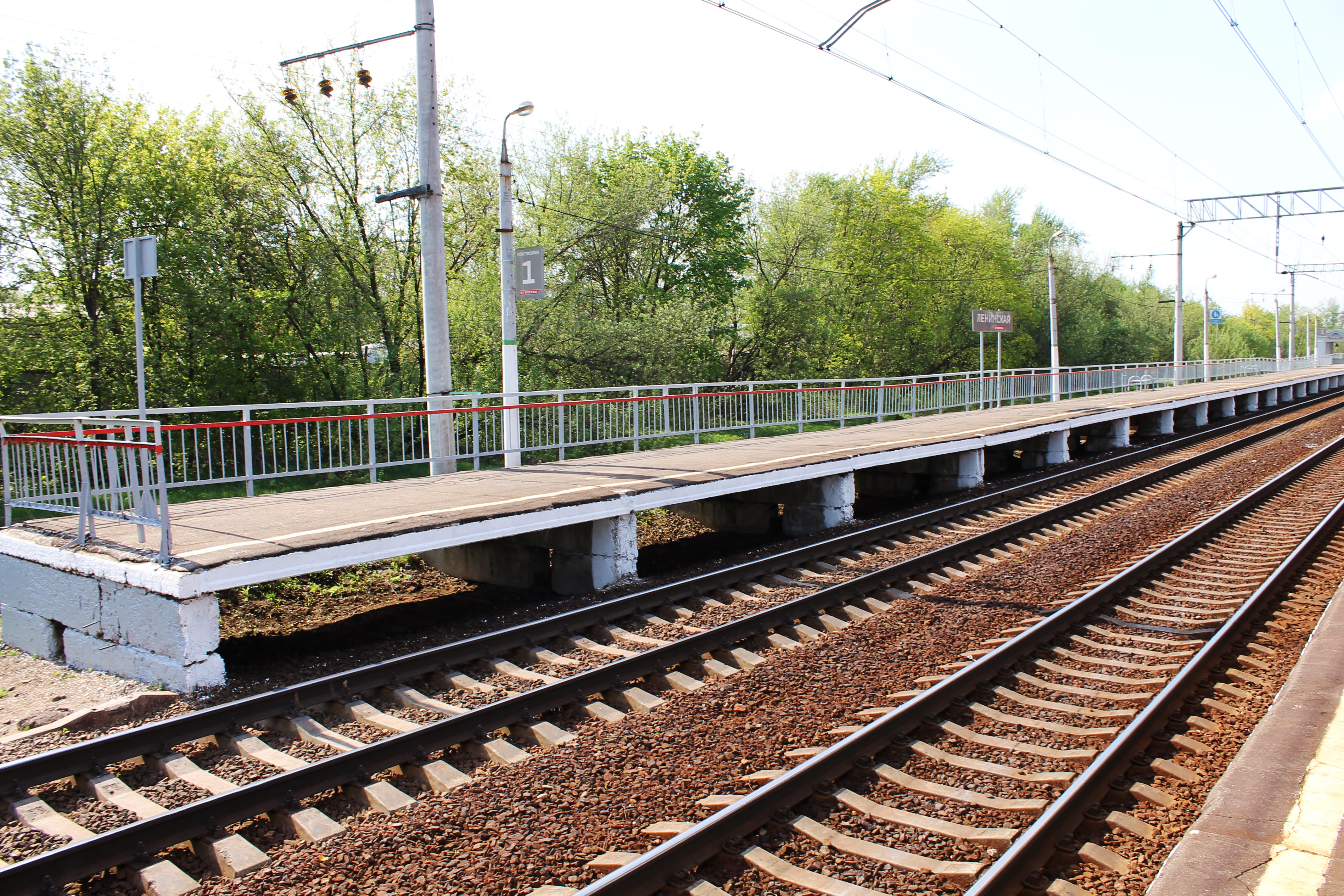
Платформа от Москвы
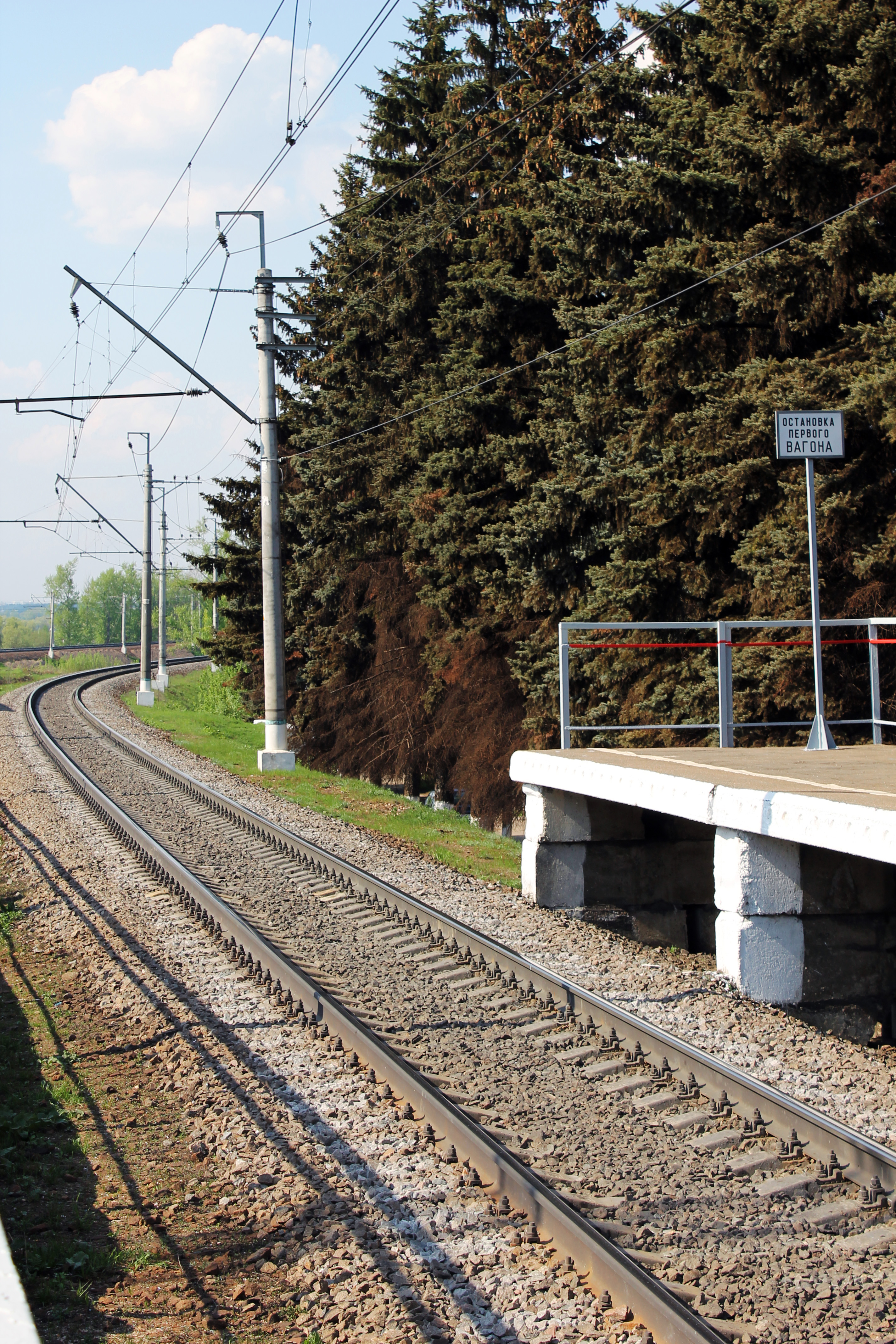
3 путь
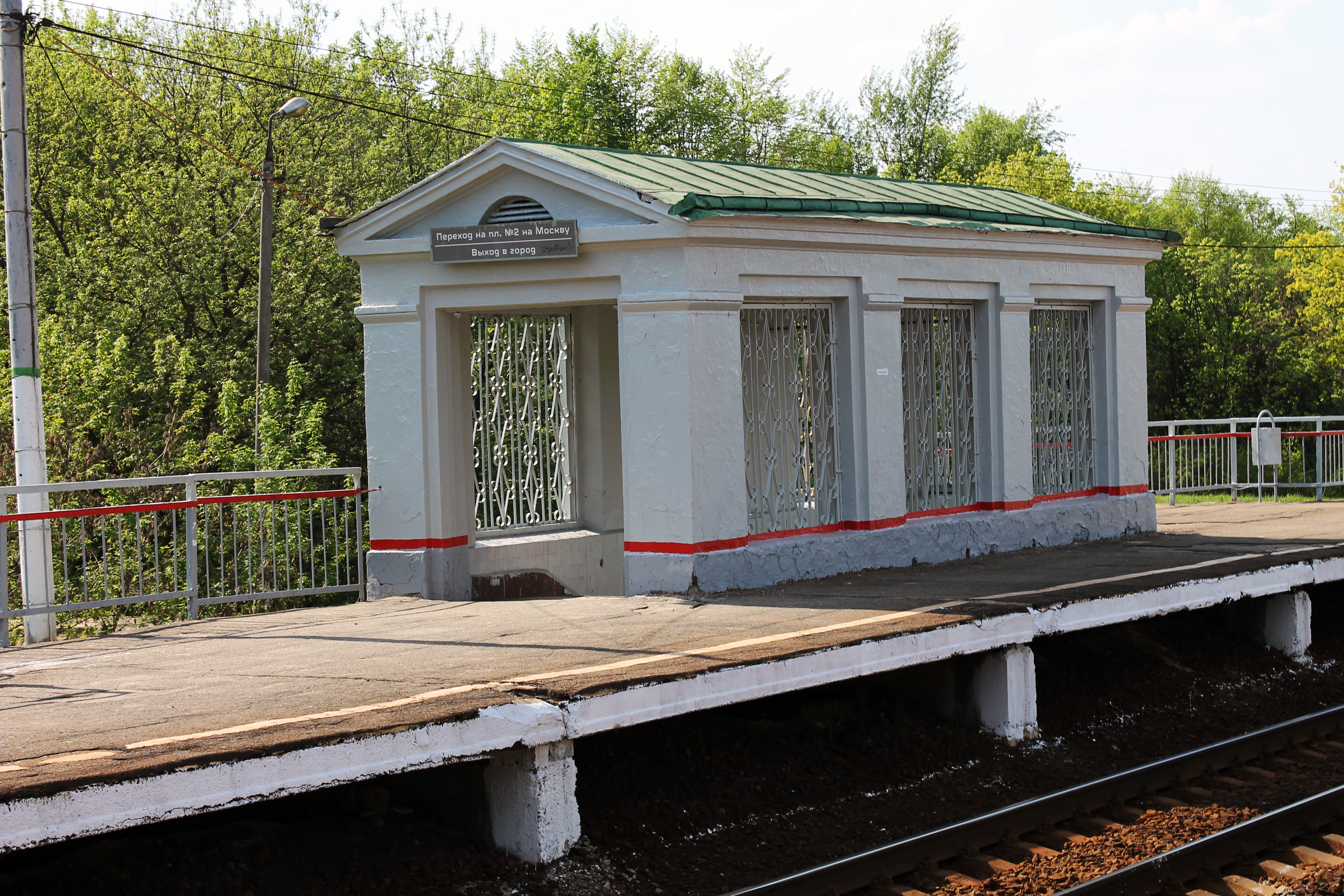
Подземный переход между платформами
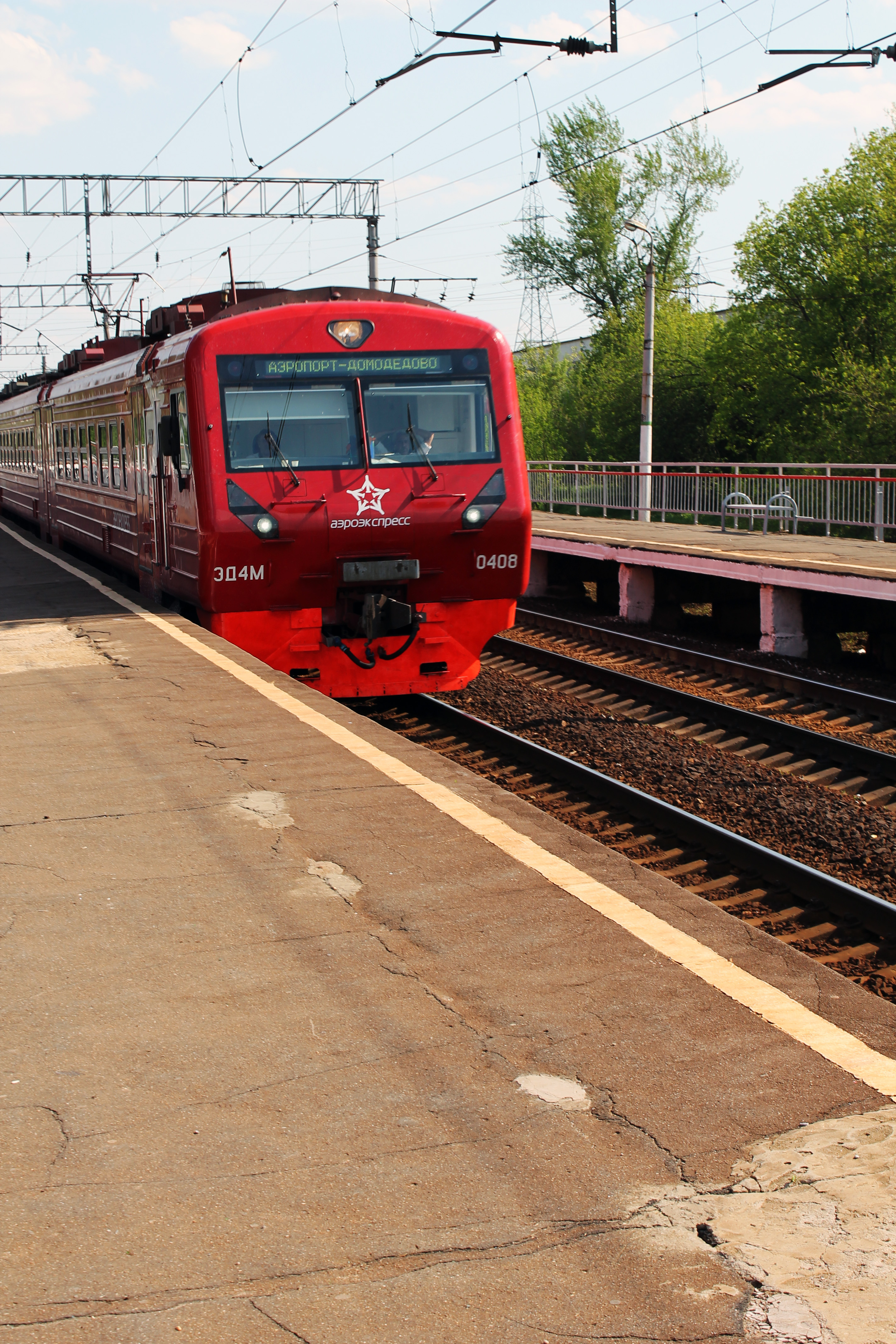
Электропоезд ЭД4М-0408 «Аэроэкспресс» следует в Москву
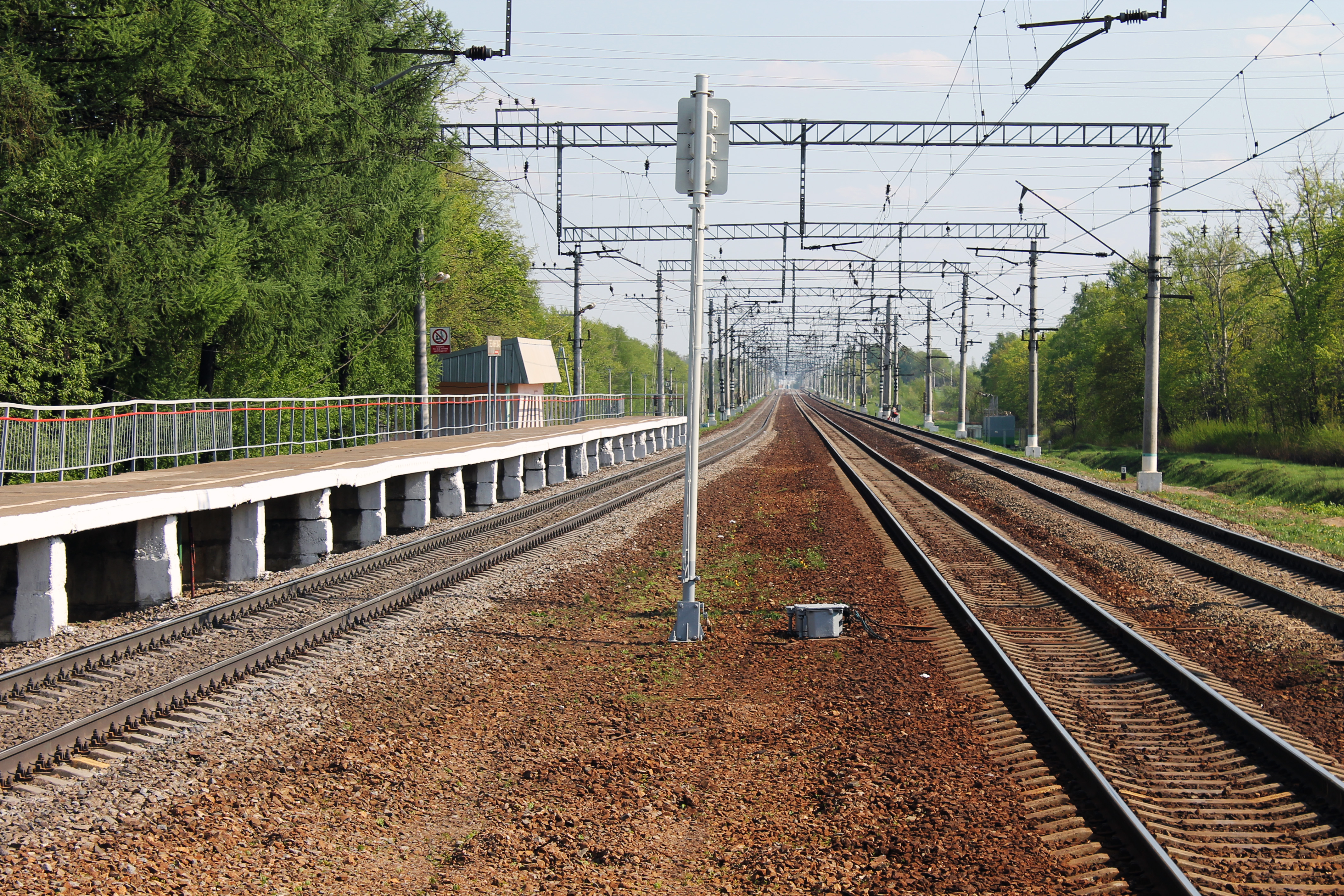
Вид на пути в сторону г. Домодедово
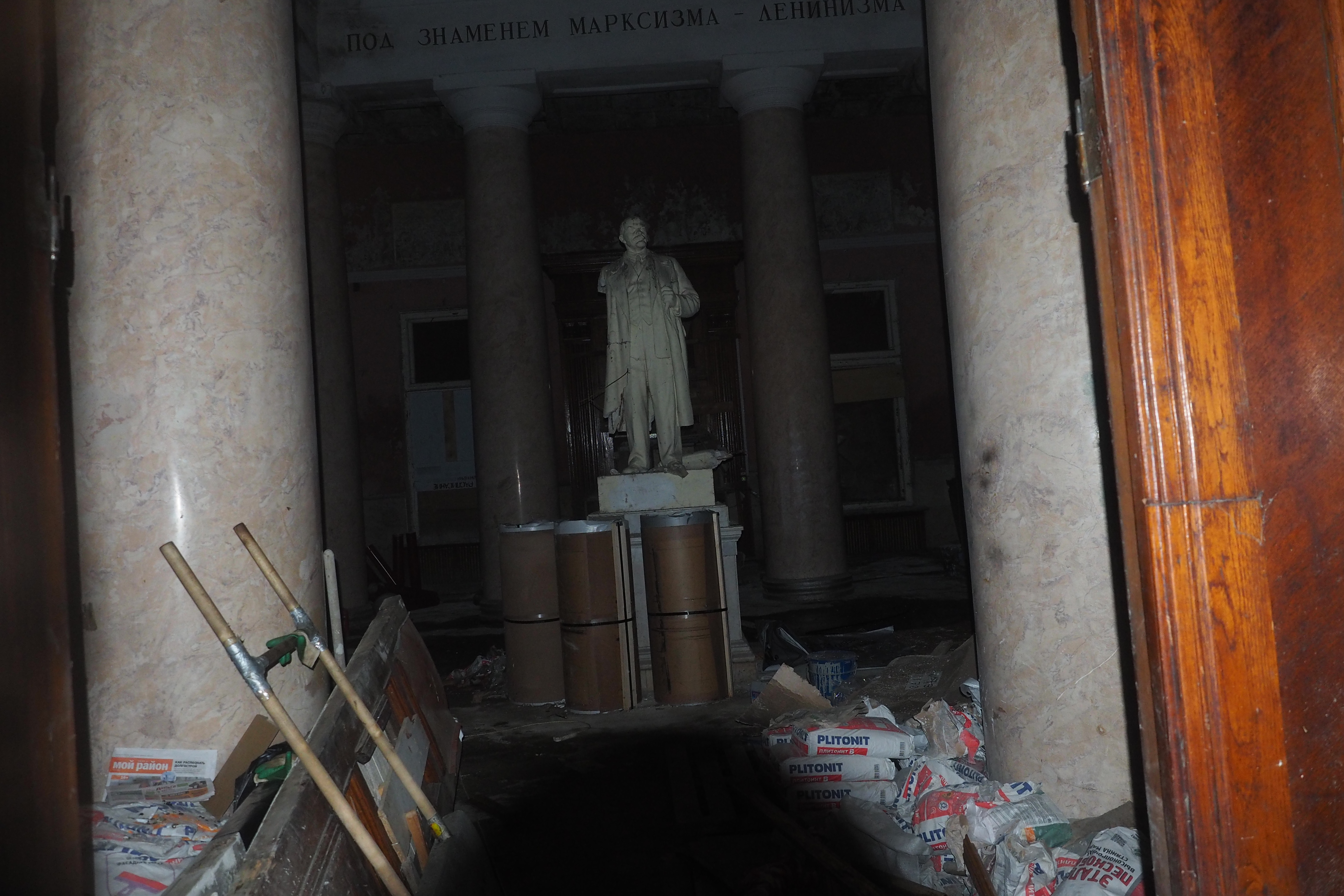
Интерьер вокзала во время ремонта, декабрь 2017